# Twelve Inch Singles
Twelve Inch Singles (1981-1984) è una raccolta del gruppo musicale statunitense Ministry, pubblicata il 16 gennaio 1987 da Wax Trax!.

## Tracce
1. (Every Day Is) Halloween – 6:26
2. The Nature of Love – 6:57
3. All Day – 5:53
4. Cold Life – 5:12
5. Halloween Remix – 10:31
6. Nature of Love (Cruelty Mix B) – 6:52
7. All Day (Remix B) – 6:38
8. Cold Life (Dub) – 6:21

## Riedizione 2014
L'album è stato ripubblicato nel 2014 da Cleopatra Records in formato doppio CD.

### Disco 1
1. (Everyday Is) Halloween – 6:36
2. The Nature of Love – 7:04
3. All Day – 5:51
4. Cold Life – 5:11
5. Halloween Remix – 10:25
6. Nature of Love (Cruelty Mix) – 6:43
7. All Day (Remix) – 6:34
8. Cold Life (Dub) – 6:22

### Disco 2
1. Same Old Madness – 5:58
2. Primental – 5:14
3. I'm Falling – 4:24
4. Nature Of Outtakes – 8:09
5. I'm Falling – 4:04
6. Overkill – 4:31
7. He's Angry – 3:54
8. Move (Original Mix) – 6:21
9. Nature Of Love (Cruelty B Mix) – 6:43